# Кореут
Кореут је антички глумац, део глумачке поставке грчких трагедија и староатинских комедија.